# Cerkiew Wniebowstąpienia Pańskiego w Nieświeżu
Cerkiew pod wezwaniem Wniebowstąpienia Pańskiego – prawosławna cerkiew parafialna w Nieświeżu, w dekanacie nieświeskim eparchii słuckiej Egzarchatu Białoruskiego Patriarchatu Moskiewskiego. Przy cerkwi mieści się siedziba dekanatu.
Świątynia znajduje się przy ulicy Winogradnej.
Cerkiew została zbudowana w latach 2005–2015; poświęcona 3 lipca 2016 r. przez honorowego patriarszego egzarchę Białorusi, metropolitę Filareta oraz biskupa słuckiego i soligorskiego Antoniego.